# Tomàs Carreras i Artau
Tomàs Carreras i Artau (1879-1954) is een jurist, etnoloog en politicus uit Catalonië, een autonome gemeenschap van Spanje. Tot zijn levenswerk behoort de oprichting van het Archief voor Etnografie en Folklore en hele reeks musea en culturele instellingen in Barcelona.

## Leven
Hij werd geboren op 3 april 1879  in de stad Girona, in een streng katholieke familie. Zijn vader was drukker. Zijn belangstelling voor de volkscultuur wordt al van jongs af aan gewekt door de rijke collectie heiligen- en bidprentjes uit het archief van de familiale drukkerij.
Hij begint eerst ingenieursstudies aan de Universiteit van Barcelona (UB), later schakelt hij over naar geneeskunde.  Uiteindelijk studeert hij af met een dubbel curriculum: Wijsbegeerte en Letteren als persoonlijke keuze, en Rechtsgeleerdheid onder druk van zijn vader. Voor zijn doctoraat gaat hij naar de Universiteit van Madrid (1901-1902). Hij werkt een tijdje in het advocatenkantoor Lluís i Raurich. Daarna vestigt hij zich als zelfstandig advocaat tot hij in 1912 op drieëndertigjarige leeftijd als hoogleraar ethiek benoemd wordt aan de UB. Hij is bovendien in allerlei culturele instituties actief, zoals het Centre excursionista, het Ateneu Barcelonès en de Catalaanse Academie voor Schone Letteren (Acadèmia de Bones Lletres). Hij interesseert zich sterk voor volkskunde en richt in 1915 het Catalaans Archief voor Etnografie en Folklore op en in 1923, samen met Jaume Serra i Húnter en Ramon Turró i Darder, Societat Catalana de Filosofia, (Catalaanse Vereniging voor Filosofie), als een onderafdeling van het Institut d'Estudis Catalans.
Politiek is hij actief in de Lliga Regionalista, een conservatieve, burgerlijke en catalanistische partij. In 1932 wordt hij verkozen als afgevaardigde voor de provincie Girona in het Catalaans Parlement. Als overtuigd katholiek wordt hij in 1936 door de republikeinse regering ontslagen en hierdoor raakt zijn archief verspreid. Hij voelt zich in gevaar en vlucht bij het begin van de Spaanse Burgeroorlog naar Frankrijk. In 1938 keert hij terug naar Valladolid, in het door het franquistische  rebellenleger bezette gebied. Hij wordt daar als hoogleraar filosofie aangesteld tot hij in 1940 met een zekere tegenzin door de militaire junta als schepen (stadhouder) voor cultuur benoemd wordt. Aanvankelijk had hij een zekere sympathie voor het nieuwe politieke regime, vooral wegens de sterke nationaalkatholieke ideologie. Zijn passie voor de Catalaanse cultuur kan echter op weinig steun van het nieuwe regime rekenen, dat een uniforme cultuur (één volk, één taal, één godsdienst, één leider) aan heel Spanje wil opleggen en de uitdrukking van regionale verschillen verbiedt. In zijn functie als schepen probeert hij desalniettemin de culturele infrastructuur, die sterk geleden had onder de bombardementen opnieuw op te bouwen. De lijst van realisaties onder zijn impuls is indrukwekkend:
- Museu d’Història de la Ciutat (1943) - Museum voor stadsgeschiedenis
- Orquestra Municipal de Barcelona (1944) - Gemeentelijk symfonieorkest
- Museu d'Art Modern (1944) in het gebouw van het Catalaans Parlement dat door Francisco Franco afgeschaft was
- Museu de la Música de Barcelona (1945) - Museum voor muziek
- Museu-Taller de Frederic Marès (1945) - Museum-atelier gewijd aan de beeldhouwer Frederic Marès i Deulovol
- Museo Etnológico y Colonial (1948) - Etnologisch en coloniaal museum, heden ten dage Museu Etnològic de Barcelona
- Museu d'Arts, Indústries i Tradicions Populars del Poble Espanyol
- Museu d’Arts Decoratives en de Galeria de Catalans Il·lustres in het paleis van de voormalige vice-koningin op de Rambles

Tegelijkertijd neemt hij zijn leeropdracht aan de Universiteit opnieuw op en probeert de brokstukken van zijn Archief voor Etnografie en Folklore terug bijeen te brengen. Hij is overleden in Barcelona op 23 oktober 1954.

## Legaat
Carreras blijft een omstreden figuur. Door de ene wordt hij beschouwd als iemand die aan de kant van het dictatoriale regime stond, anderen zien in hem een overtuigde Catalaan en separatist, die in bijzonder moeilijke omstandigheden gedaan heeft wat hij kon voor het behoud van de Catalaanse (volks)cultuur. Volgens zijn biografe Montserrat Garrich is zijn waardevolle bijdrage aan de cultuur ten onrechte in de vergetelheid geraakt. Vele van de instellingen waarvan hij aan de wieg stond, zijn tot op vandaag belangrijke polen in het culturele leven van de Catalaanse hoofdstad.
- Biblioteca Nacional de España: XX1133966
- Bibliothèque nationale de France: cb13534135z (data)
- Catàleg d'autoritats de noms i títols de Catalunya: 981058511844206706
- Gemeinsame Normdatei: 119317907
- International Standard Name Identifier: 0000 0000 6119 0814
- Library of Congress Control Number: n93070148
- Nederlandse Thesaurus van Auteursnamen: 074146645
- Réseau des bibliothèques de Suisse occidentale: 02-A017989072
- Istituto Centrale per il Catalogo Unico: SBLV285533
- Système universitaire de documentation: 068716281
- Virtual International Authority File: 5738536
- WorldCat: E39PBJhhx6yQDJJ8vCC9QpT8md